# كوك كليلاند
كوك كليلاند (بالإنجليزية: Cook Cleland)‏ هو ضابط أمريكي، ولد في 24 ديسمبر 1916 في كليفلاند في الولايات المتحدة، وتوفي في 13 يوليو 2007 في بينساكولا في الولايات المتحدة.